# Грехов, Василий Афанасьевич
Васи́лий Афана́сьевич Гре́хов — советский хозяйственный, государственный и политический деятель, Герой Социалистического Труда.

## Биография
Родился в 1913 году на территории современной Черкасской области в русской крестьянской семье. Член ВКП(б) с 1939 года.
С 1925 года — на хозяйственной, общественной и политической работе. В 1925—1965 гг. — пастух, техник по борьбе с сельскохозяйственными вредителями, затем на комсомольской работе, заведующий районным земельным отделом, заведующий отделом окружкома ВКП(б), заместитель директора треста совхозов, первый секретарь райкома ВКП(б), председатель колхоза имени Ворошилова/«Россия» в селе Широкий Буерак Вольского района Саратовской области.
Указом Президиума Верховного Совета СССР от 20 ноября 1958 года присвоено звание Героя Социалистического Труда с вручением ордена Ленина и золотой медали «Серп и Молот».
Избирался депутатом Верховного Совета СССР 5-го созыва.
Умер в Саратове.